# Premi Whiting
I Premi Whiting  (Whiting Awards) sono una serie di riconoscimenti letterari assegnati annualmente a 10 scrittori emergenti.
Istituiti nel 1985, sono suddivisi in 4 categorie: teatro, narrativa, saggistica e poesia.
Sponsorizzati dalla Mrs. Giles Whiting Foundation, riconoscono a ciascun vincitore un premio di 50000 dollari.

## Albo d'oro
| Anno | Categoria               | Autore                       | Note                    |
| ---- | ----------------------- | ---------------------------- | ----------------------- |
| 1985 | Narrativa               | Howard Norman                |                         |
| 1985 | Narrativa               | James Robison                |                         |
| 1985 | Narrativa               | Raymond Abbott               |                         |
| 1985 | Narrativa               | Stuart Dybek                 |                         |
| 1985 | Narrativa e saggistica  | Wright Morris                |                         |
| 1985 | Narrativa e saggistica  | Austin Wright                |                         |
| 1985 | Poesia                  | Douglas Crase                |                         |
| 1985 | Poesia                  | James Schuyler               |                         |
| 1985 | Poesia                  | Jorie Graham                 |                         |
| 1985 | Poesia                  | Linda Gregg                  |                         |
| 1986 | Teatro                  | August Wilson                |                         |
| 1986 | Narrativa               | Denis Johnson                |                         |
| 1986 | Narrativa               | Kent Haruf                   |                         |
| 1986 | Narrativa               | Mona Simpson                 |                         |
| 1986 | Narrativa               | Padgett Powell               |                         |
| 1986 | Narrativa e saggistica  | Darryl Pinckney              |                         |
| 1986 | Poesia                  | Frank Stewart                |                         |
| 1986 | Poesia                  | Hayden Carruth               |                         |
| 1986 | Poesia                  | John Ash                     |                         |
| 1986 | Poesia                  | Ruth Stone                   |                         |
| 1987 | Teatro                  | Reinaldo Povod               |                         |
| 1987 | Narrativa               | Alice McDermott              |                         |
| 1987 | Narrativa               | David Foster Wallace         | [ 5 ]                   |
| 1987 | Narrativa               | Deborah Eisenberg            |                         |
| 1987 | Narrativa               | Joan Chase                   |                         |
| 1987 | Narrativa               | Pam Durban                   |                         |
| 1987 | Saggistica              | Gretel Ehrlich               |                         |
| 1987 | Saggistica              | Mindy Aloff                  |                         |
| 1987 | Poesia                  | Mark Cox                     |                         |
| 1987 | Poesia                  | Michael Ryan                 |                         |
| 1988 | Narrativa               | Bruce Duffy                  |                         |
| 1988 | Narrativa               | Jonathan Franzen             |                         |
| 1988 | Narrativa               | Lydia Davis                  |                         |
| 1988 | Narrativa               | Mary La Chapelle             |                         |
| 1988 | Narrativa               | William T. Vollmann          |                         |
| 1988 | Saggistica              | Geoffrey O'Brien             |                         |
| 1988 | Saggistica              | Gerald Early                 |                         |
| 1988 | Poesia                  | Li-Young Lee                 |                         |
| 1988 | Poesia                  | Michael Burkard              |                         |
| 1988 | Poesia                  | Sylvia Moss                  |                         |
| 1989 | Teatro                  | Timberlake Wertenbaker       |                         |
| 1989 | Narrativa               | Ellen Akins                  |                         |
| 1989 | Narrativa               | Marianne Wiggins             |                         |
| 1989 | Narrativa e saggistica  | Tobias Wolff                 |                         |
| 1989 | Saggistica              | Ian Frazier                  |                         |
| 1989 | Saggistica              | Lucy Sante                   |                         |
| 1989 | Saggistica              | Natalie Kusz                 |                         |
| 1989 | Poesia                  | C. D. Wright                 |                         |
| 1989 | Poesia                  | Mary Karr                    |                         |
| 1989 | Poesia                  | Russell Edson                |                         |
| 1990 | Teatro                  | Tony Kushner                 |                         |
| 1990 | Narrativa               | Christopher Tilghman         |                         |
| 1990 | Narrativa               | Lawrence Naumoff             |                         |
| 1990 | Narrativa               | Mark Richard                 |                         |
| 1990 | Narrativa               | Stephen Wright               |                         |
| 1990 | Narrativa               | Yannick Murphy               |                         |
| 1990 | Saggistica              | Amy Wilentz                  |                         |
| 1990 | Saggistica              | Harriet Ritvo                |                         |
| 1990 | Poesia                  | Dennis Nurkse                |                         |
| 1990 | Poesia                  | Emily Hiestand               |                         |
| 1991 | Teatro                  | Scott McPherson              |                         |
| 1991 | Narrativa               | Allegra Goodman              |                         |
| 1991 | Narrativa               | Cynthia Kadohata             |                         |
| 1991 | Narrativa               | John Holman                  |                         |
| 1991 | Narrativa               | Rebecca Goldstein            |                         |
| 1991 | Narrativa               | Rick Rofihe                  |                         |
| 1991 | Narrativa e saggistica  | J Anton Shammas              |                         |
| 1991 | Saggistica              | Stanley Crouch               |                         |
| 1991 | Poesia                  | Franz Wright                 |                         |
| 1991 | Poesia                  | Thylias Moss                 |                         |
| 1992 | Teatro                  | José Rivera                  |                         |
| 1992 | Teatro                  | Keith Reddin                 |                         |
| 1992 | Teatro                  | Suzan-Lori Parks             |                         |
| 1992 | Narrativa               | Damien Wilkins               |                         |
| 1992 | Narrativa               | J.S. Marcus                  |                         |
| 1992 | Narrativa               | R.S. Jones                   |                         |
| 1992 | Saggistica              | Eva Hoffman                  |                         |
| 1992 | Saggistica e poesia     | Katha Pollitt                |                         |
| 1992 | Poesia                  | Jane Mead                    |                         |
| 1992 | Poesia                  | Roger Fanning                |                         |
| 1993 | Teatro                  | Kevin Kling                  |                         |
| 1993 | Narrativa               | Dagoberto Gilb               |                         |
| 1993 | Narrativa               | Janet Peery                  |                         |
| 1993 | Narrativa               | Jeffrey Eugenides            |                         |
| 1993 | Narrativa               | Lisa Shea                    |                         |
| 1993 | Narrativa               | Sigrid Nunez                 |                         |
| 1993 | Poesia                  | Dionisio D. Martinez         |                         |
| 1993 | Poesia                  | Kathleen Peirce              |                         |
| 1993 | Poesia                  | Mark Levine                  |                         |
| 1993 | Poesia                  | Nathaniel Mackey             |                         |
| 1994 | Narrativa               | Kate Wheeler                 |                         |
| 1994 | Narrativa               | Louis Edwards                |                         |
| 1994 | Narrativa               | Mary Hood                    |                         |
| 1994 | Narrativa e saggistica  | Randall Kenan                |                         |
| 1994 | Saggistica              | Claudia Roth Pierpont        |                         |
| 1994 | Saggistica              | Kennedy Fraser               |                         |
| 1994 | Saggistica              | Rosemary Mahoney             |                         |
| 1994 | Saggistica e poesia     | Wayne Koestenbaum            |                         |
| 1994 | Saggistica e poesia     | Mary Swander                 |                         |
| 1994 | Poesia                  | Mark Doty                    |                         |
| 1995 | Narrativa               | Matthew Stadler              |                         |
| 1995 | Narrativa               | Melanie Sumner               |                         |
| 1995 | Narrativa               | Michael Cunningham           |                         |
| 1995 | Narrativa               | Reginald McKnight            |                         |
| 1995 | Saggistica e poesia     | Lucy Grealy                  |                         |
| 1995 | Saggistica              | André Aciman                 |                         |
| 1995 | Saggistica              | Russ Rymer                   |                         |
| 1995 | Saggistica              | Suzannah Lessard             |                         |
| 1995 | Poesia                  | James L. McMichael           |                         |
| 1995 | Poesia                  | Mary Ruefle                  |                         |
| 1996 | Saggistica              | A.J. Verdelle                |                         |
| 1996 | Saggistica              | Anderson Ferrell             |                         |
| 1996 | Saggistica              | Brian Kiteley                |                         |
| 1996 | Saggistica              | Cristina García              |                         |
| 1996 | Saggistica              | Judy Troy                    |                         |
| 1996 | Saggistica              | Molly Gloss                  |                         |
| 1996 | Narrativa e saggistica  | Chris Offutt                 |                         |
| 1996 | Narrativa e saggistica  | Patricia Storace             |                         |
| 1996 | Poesia                  | Brigit Pegeen Kelly          |                         |
| 1996 | Poesia                  | Elizabeth Spires             |                         |
| 1997 | Teatro                  | Erik Ehn                     |                         |
| 1997 | Narrativa               | Melanie Rae Thon             |                         |
| 1997 | Narrativa e saggistica  | Josip Novakovich             |                         |
| 1997 | Narrativa e saggistica  | Suketu Mehta                 |                         |
| 1997 | Saggistica              | Ellen Meloy                  |                         |
| 1997 | Saggistica              | Jo Ann Beard                 |                         |
| 1997 | Poesia                  | Connie Deanovich             |                         |
| 1997 | Poesia                  | Forrest Gander               |                         |
| 1997 | Poesia                  | Jody Gladding                |                         |
| 1997 | Poesia                  | Mark Turpin                  |                         |
| 1998 | Teatro                  | W. David Hancock             |                         |
| 1998 | Narrativa               | Michael Byers                |                         |
| 1998 | Narrativa e saggistica  | Ralph Lombreglia             |                         |
| 1998 | Saggistica              | Anthony Walton               |                         |
| 1998 | Saggistica              | D. J. Waldie                 |                         |
| 1998 | Poesia                  | Charles Harper Webb          |                         |
| 1998 | Poesia                  | Daniel Hall                  |                         |
| 1998 | Poesia                  | Greg Williamson              |                         |
| 1998 | Poesia                  | James Kimbrell               |                         |
| 1998 | Poesia                  | Nancy Eimers                 |                         |
| 1999 | Teatro                  | Naomi Iizuka                 |                         |
| 1999 | Narrativa               | Ben Marcus                   |                         |
| 1999 | Narrativa               | Ehud Havazelet               |                         |
| 1999 | Narrativa               | Yxta Maya Murray             |                         |
| 1999 | Narrativa               | ZZ Packer                    |                         |
| 1999 | Saggistica              | Gordon Grice                 |                         |
| 1999 | Saggistica              | Margaret Talbot              |                         |
| 1999 | Poesia                  | Martha Zweig                 |                         |
| 1999 | Poesia                  | Michael Haskell              |                         |
| 1999 | Poesia                  | Terrance Hayes               |                         |
| 2000 | Teatro                  | Kelly Stuart                 |                         |
| 2000 | Narrativa               | Colson Whitehead             |                         |
| 2000 | Narrativa               | John McManus                 |                         |
| 2000 | Narrativa               | Lily King                    |                         |
| 2000 | Narrativa               | Robert Cohen                 |                         |
| 2000 | Narrativa               | Samantha Gillison            |                         |
| 2000 | Saggistica              | Andrew X. Pham               |                         |
| 2000 | Poesia e narrativa      | Albert Mobilio               |                         |
| 2000 | Poesia                  | Claude Wilkinson             |                         |
| 2000 | Poesia                  | James Thomas Stevens         |                         |
| 2001 | Teatro                  | Brighde Mullins              |                         |
| 2001 | Narrativa               | Akhil Sharma                 |                         |
| 2001 | Narrativa               | Emily Carter                 |                         |
| 2001 | Narrativa               | John Wray                    |                         |
| 2001 | Narrativa               | Matthew Klam                 |                         |
| 2001 | Narrativa               | Samrat Upadhyay              |                         |
| 2001 | Saggistica              | Judy Blunt                   |                         |
| 2001 | Saggistica              | Kathleen Finneran            |                         |
| 2001 | Poesia                  | Jason Sommer                 |                         |
| 2001 | Poesia                  | Joel Brouwer                 |                         |
| 2002 | Teatro                  | Evan Smith                   |                         |
| 2002 | Teatro                  | Melissa James Gibson         |                         |
| 2002 | Narrativa               | Danzy Senna                  |                         |
| 2002 | Narrativa               | Jeffery Renard Allen         |                         |
| 2002 | Narrativa               | Justin Cronin                |                         |
| 2002 | Narrativa               | Kim Edwards                  |                         |
| 2002 | Narrativa               | Michelle Huneven             |                         |
| 2002 | Poesia                  | David Gewanter               |                         |
| 2002 | Poesia                  | Elizabeth Arnold             |                         |
| 2002 | Poesia                  | Joshua Weiner                |                         |
| 2003 | Teatro                  | Sarah Ruhl                   |                         |
| 2003 | Narrativa               | Agymah Kamau                 |                         |
| 2003 | Narrativa               | Alexander Chee               |                         |
| 2003 | Narrativa               | Ann Pancake                  |                         |
| 2003 | Narrativa               | Jess Row                     |                         |
| 2003 | Narrativa               | Lewis Robinson               |                         |
| 2003 | Narrativa e saggistica  | Courtney Angela Brkic        |                         |
| 2003 | Saggistica              | Christopher Cokinos          |                         |
| 2003 | Saggistica              | Trudy Dittmar                |                         |
| 2003 | Poesia                  | Major Jackson                |                         |
| 2004 | Teatro                  | Elana Greenfield             |                         |
| 2004 | Teatro                  | Tracey Scott Wilson          |                         |
| 2004 | Narrativa               | Daniel Alarcón               |                         |
| 2004 | Narrativa               | Kirsten Bakis                |                         |
| 2004 | Narrativa               | Victor LaValle               |                         |
| 2004 | Saggistica              | Allison Glock                |                         |
| 2004 | Saggistica              | John Jeremiah Sullivan       |                         |
| 2004 | Poesia                  | A. Van Jordan                |                         |
| 2004 | Poesia                  | Catherine Barnett            |                         |
| 2004 | Poesia                  | Dan Chiasson                 |                         |
| 2005 | Teatro                  | Rinne Groff                  |                         |
| 2005 | Narrativa               | Sarah Shun-lien Bynum        |                         |
| 2005 | Narrativa               | Nell Freudenberger           |                         |
| 2005 | Narrativa               | Seth Kantner                 |                         |
| 2005 | Narrativa               | John Keene                   |                         |
| 2005 | Poesia                  |                              |                         |
| 2005 | Thomas Sayers Ellis     |                              |                         |
| 2005 | Ilya Kaminsky           |                              |                         |
| 2005 | Dana Levin              |                              |                         |
| 2005 | Spencer Reece           |                              |                         |
| 2005 | Tracy K. Smith          |                              |                         |
| 2006 | Teatro                  | Bruce Norris                 |                         |
| 2006 | Teatro                  | Stephen Adly Guirgis         |                         |
| 2006 | Narrativa               | Charles D’Ambrosio           |                         |
| 2006 | Narrativa               | Micheline Aharonian Marcom   |                         |
| 2006 | Narrativa               | Nina Marie Martínez          |                         |
| 2006 | Narrativa               | Patrick O’Keeffe             |                         |
| 2006 | Narrativa               | Yiyun Li                     |                         |
| 2006 | Poesia                  | Sherwin Bitsui               |                         |
| 2006 | Poesia                  | Suji Kwock Kim               |                         |
| 2006 | Poesia                  | Tyehimba Jess                |                         |
| 2007 | Teatro                  | Sheila Callaghan             |                         |
| 2007 | Teatro                  | Tarell Alvin McCraney        |                         |
| 2007 | Narrativa               | Ben Fountain                 |                         |
| 2007 | Narrativa               | Brad Kessler                 |                         |
| 2007 | Narrativa               | Dalia Sofer                  |                         |
| 2007 | Saggistica              | Carlo Rotella                |                         |
| 2007 | Saggistica              | Jack Turner                  |                         |
| 2007 | Saggistica              | Peter Trachtenberg           |                         |
| 2007 | Poesia                  | Cate Marvin                  |                         |
| 2007 | Poesia                  | Paul Guest                   |                         |
| 2008 | Teatro                  | Dael Orlandersmith           |                         |
| 2008 | Narrativa               | Benjamin Percy               |                         |
| 2008 | Narrativa               | Laleh Khadivi                |                         |
| 2008 | Narrativa               | Lysley Tenorio               |                         |
| 2008 | Narrativa               | Manuel Muñoz                 |                         |
| 2008 | Narrativa               | Mischa Berlinski             |                         |
| 2008 | Saggistica              | Donovan Hohn                 |                         |
| 2008 | Poesia                  | Douglas Kearney              |                         |
| 2008 | Poesia                  | Julie Sheehan                |                         |
| 2008 | Poesia                  | Rick Hilles                  |                         |
| 2009 | Teatro                  | Rajiv Joseph                 |                         |
| 2009 | Narrativa               | Adam Johnson                 |                         |
| 2009 | Narrativa               | Nami Mun                     |                         |
| 2009 | Narrativa               | Salvatore Scibona            |                         |
| 2009 | Narrativa               | Vu Tran                      |                         |
| 2009 | Saggistica              | Hugh Raffles                 |                         |
| 2009 | Saggistica              | Michael Meyer                |                         |
| 2009 | Poesia                  | Jay Hopler                   |                         |
| 2009 | Poesia                  | Jericho Brown                |                         |
| 2009 | Poesia                  | Joan Kane                    |                         |
| 2010 | Teatro                  | David Adjmi                  |                         |
| 2010 | Narrativa               | Lydia Peelle                 |                         |
| 2010 | Narrativa               | Michael Dahlie               |                         |
| 2010 | Narrativa               | Rattawut Lapcharoensap       |                         |
| 2010 | Saggistica              | Amy Leach                    |                         |
| 2010 | Saggistica              | Elif Batuman                 |                         |
| 2010 | Saggistica              | Saïd Sayrafiezadeh           |                         |
| 2010 | Poesia                  | Jane Springer                |                         |
| 2010 | Poesia                  | L.B. Thompson                |                         |
| 2010 | Poesia                  | Matt Donovan                 |                         |
| 2011 | Teatro                  | Amy Herzog                   |                         |
| 2011 | Narrativa               | Daniel Orozco                |                         |
| 2011 | Narrativa               | Ryan Call                    |                         |
| 2011 | Narrativa               | Scott Blackwood              |                         |
| 2011 | Narrativa               | Teddy Wayne                  |                         |
| 2011 | Saggistica              | Paul Clemens                 |                         |
| 2011 | Poesia                  | Don Mee Choi                 |                         |
| 2011 | Poesia                  | Eduardo C. Corral            |                         |
| 2011 | Poesia                  | Kerri Webster                |                         |
| 2011 | Poesia                  | Shane McCrae                 |                         |
| 2012 | Teatro                  | Danai Gurira                 |                         |
| 2012 | Teatro                  | Meg Miroshnik                |                         |
| 2012 | Teatro                  | Mona Mansour                 |                         |
| 2012 | Teatro                  | Samuel D. Hunter             |                         |
| 2012 | Narrativa               | Alan Heathcock               |                         |
| 2012 | Narrativa               | Anthony Marra                |                         |
| 2012 | Narrativa               | Hanna Pylväinen              |                         |
| 2012 | Saggistica              | Sharifa Rhodes-Pitts         |                         |
| 2012 | Poesia                  | Atsuro Riley                 |                         |
| 2012 | Poesia                  | Ciaran Berry                 |                         |
| 2013 | Teatro                  | Virginia Grise               |                         |
| 2013 | Narrativa               | Amanda Coplin                |                         |
| 2013 | Narrativa               | C. E. Morgan                 |                         |
| 2013 | Narrativa               | Hannah Dela Cruz Abrams      |                         |
| 2013 | Narrativa               | Jennifer duBois              |                         |
| 2013 | Narrativa               | Stephanie Powell Watts       |                         |
| 2013 | Saggistica              | Clifford Thompson            |                         |
| 2013 | Saggistica              | Hannah Dela Cruz Abrams      |                         |
| 2013 | Saggistica              | Morgan Meis                  |                         |
| 2013 | Poesia                  | Ishion Hutchinson            |                         |
| 2013 | Poesia                  | Rowan Ricardo Phillips       |                         |
| 2014 | Nessun premio assegnato | Nessun premio assegnato      | Nessun premio assegnato |
| 2015 | Teatro                  | Lucas Hnath                  | [ 6 ]                   |
| 2015 | Teatro                  | Anne Washburn                | [ 6 ]                   |
| 2015 | Narrativa               | Leopoldine Core              | [ 6 ]                   |
| 2015 | Narrativa               | Dan Josefson                 | [ 6 ]                   |
| 2015 | Narrativa               | Azareen Van der Vliet Oloomi | [ 6 ]                   |
| 2015 | Saggistica              | Elena Passarello             | [ 6 ]                   |
| 2015 | Poesia                  | Anthony Carelli              | [ 6 ]                   |
| 2015 | Poesia                  | Aracelis Girmay              | [ 6 ]                   |
| 2015 | Poesia                  | Jenny Johnson                | [ 6 ]                   |
| 2015 | Poesia                  | Roger Reeves                 | [ 6 ]                   |
| 2016 | Teatro                  | Madeleine George             |                         |
| 2016 | Narrativa               | Mitchell S. Jackson          |                         |
| 2016 | Narrativa               | Alice Sola Kim               |                         |
| 2016 | Narrativa               | Catherine Lacey              |                         |
| 2016 | Saggistica              | Brian Blanchfield            |                         |
| 2016 | Saggistica              | J. D. Daniels                |                         |
| 2016 | Poesia                  | LaTasha N. Nevada Diggs      |                         |
| 2016 | Poesia                  | Safiya Sinclair              |                         |
| 2016 | Poesia                  | Layli Long Soldier           |                         |
| 2016 | Poesia                  | Ocean Vuong                  |                         |
| 2017 | Teatro                  | Clare Barron                 |                         |
| 2017 | Teatro                  | Clarence Coo                 |                         |
| 2017 | Teatro                  | James Ijames                 |                         |
| 2017 | Narrativa               | Jen Beagin                   |                         |
| 2017 | Narrativa               | Kaitlyn Greenidge            |                         |
| 2017 | Narrativa               | Lisa Halliday                |                         |
| 2017 | Narrativa               | Tony Tulathimutte            |                         |
| 2017 | Saggistica              | Francisco Cantú              |                         |
| 2017 | Poesia                  | Simone White                 |                         |
| 2017 | Poesia                  | Phillip B. Williams          |                         |
| 2018 | Teatro                  | Nathan Alan Davis            |                         |
| 2018 | Teatro                  | Hansol Jung                  |                         |
| 2018 | Teatro                  | Antoinette Nwandu            |                         |
| 2018 | Narrativa               | Brontez Purnell              |                         |
| 2018 | Narrativa               | Patrick Cottrell             |                         |
| 2018 | Saggistica              | Anne Boyer                   |                         |
| 2018 | Saggistica              | Esmé Weijun Wang             |                         |
| 2018 | Saggistica              | Weike Wang                   |                         |
| 2018 | Poesia                  | Anne Boyer                   |                         |
| 2018 | Poesia                  | Rickey Laurentiis            |                         |
| 2018 | Poesia                  | Tommy Pico                   |                         |
| 2019 | Teatro                  | Lauren Yee                   |                         |
| 2019 | Teatro                  | Michael R. Jackson           |                         |
| 2019 | Narrativa               | Hernan Diaz                  |                         |
| 2019 | Narrativa               | Merritt Tierce               |                         |
| 2019 | Narrativa               | Nafissa Thompson-Spires      |                         |
| 2019 | Saggistica              | Nadia Owusu                  |                         |
| 2019 | Saggistica              | Terese Marie Mailhot         |                         |
| 2019 | Poesia                  | Kayleb Rae Candrilli         |                         |
| 2019 | Poesia                  | Tyree Daye                   |                         |
| 2019 | Poesia                  | Vanessa Angélica Villarreal  |                         |
| 2020 | Teatro                  | Will Arbery                  | [ 7 ]                   |
| 2020 | Narrativa               | Andrea Lawlor                | [ 7 ]                   |
| 2020 | Narrativa               | Genevieve Sly Crane          | [ 7 ]                   |
| 2020 | Narrativa               | Ling Ma                      | [ 7 ]                   |
| 2020 | Saggistica              | Jaquira Díaz                 | [ 7 ]                   |
| 2020 | Saggistica              | Jia Tolentino                | [ 7 ]                   |
| 2020 | Poesia                  | Aria Aber                    | [ 7 ]                   |
| 2020 | Poesia                  | Diannely Antigua             | [ 7 ]                   |
| 2020 | Poesia                  | Genya Turovskaya             | [ 7 ]                   |
| 2020 | Poesia                  | Jake Skeets                  | [ 7 ]                   |
| 2021 | Teatro                  | Jordan E. Cooper             | [ 8 ]                   |
| 2021 | Teatro                  | Donnetta Lavinia Grays       | [ 8 ]                   |
| 2021 | Teatro                  | Sylvia Khoury                | [ 8 ]                   |
| 2021 | Narrativa               | Steven Dunn                  | [ 8 ]                   |
| 2021 | Narrativa               | Tope Folarin                 | [ 8 ]                   |
| 2021 | Saggistica              | Sarah Stewart Johnson        | [ 8 ]                   |
| 2021 | Poesia                  | Joshua Bennett               | [ 8 ]                   |
| 2021 | Poesia                  | Marwa Helal                  | [ 8 ]                   |
| 2021 | Poesia                  | Ladan Osman                  | [ 8 ]                   |
| 2021 | Poesia                  | Xan Phillips                 | [ 8 ]                   |
| 2022 | Narrativa               | Claire Boyles                | [ 9 ]                   |
| 2022 | Narrativa               | Rita Bullwinkel              | [ 9 ]                   |
| 2022 | Narrativa               | Megha Majumdar               | [ 9 ]                   |
| 2022 | Narrativa               | Nana Nkweti                  | [ 9 ]                   |
| 2022 | Saggistica              | Anaïs Duplan                 | [ 9 ]                   |
| 2022 | Saggistica              | Alexis Pauline Gumbs         | [ 9 ]                   |
| 2022 | Saggistica              | Jesse McCarthy               | [ 9 ]                   |
| 2022 | Poesia                  | Ina Cariño                   | [ 9 ]                   |
| 2022 | Poesia                  | Anthony Cody                 | [ 9 ]                   |
| 2022 | Poesia                  | Claire Schwartz              | [ 9 ]                   |
| 2023 | Narrativa               | Marcia Douglas               | [ 10 ]                  |
| 2023 | Narrativa               | Sidik Fofana                 | [ 10 ]                  |
| 2023 | Narrativa               | Carribean Fragoza            | [ 10 ]                  |
| 2023 | Narrativa               | R. Kikuo Johnson             | [ 10 ]                  |
| 2023 | Saggistica              | Linda Kinstler               | [ 10 ]                  |
| 2023 | Saggistica              | Stephania Taladrid           | [ 10 ]                  |
| 2023 | Teatro                  | Mia Chung                    | [ 10 ]                  |
| 2023 | Poesia                  | Tommye Blount                | [ 10 ]                  |
| 2023 | Poesia                  | Ama Codjoe                   | [ 10 ]                  |
| 2023 | Poesia e teatro         | Emma Wippermann              | [ 10 ]                  |
| 2024 | Narrativa               | Aaliyah Bilal                | [ 11 ]                  |
| 2024 | Narrativa               | Yoon Choi                    | [ 11 ]                  |
| 2024 | Narrativa               | Gothataone Moeng             | [ 11 ]                  |
| 2024 | Narrativa               | Ada Zhang                    | [ 11 ]                  |
| 2024 | Teatro                  | Shayok Misha Chowdhury       | [ 11 ]                  |
| 2024 | Teatro                  | Frances Ya-Chu Cowhig        | [ 11 ]                  |
| 2024 | Saggistica e teatro     | Javier Zamora                | [ 11 ]                  |
| 2024 | Poesia                  | Elisa Gonzalez               | [ 11 ]                  |
| 2024 | Poesia                  | Taylor Johnson               | [ 11 ]                  |
| 2024 | Poesia                  | Charif Shanahan              | [ 11 ]                  |
| 2025 | Narrativa               | Samuel Kọ́láwọlé              | [ 12 ]                  |
| 2025 | Narrativa               | Elwin Cotman                 | [ 12 ]                  |
| 2025 | Narrativa               | Claire Luchette              | [ 12 ]                  |
| 2025 | Narrativa               | Shubha Sunder                | [ 12 ]                  |
| 2025 | Teatro                  | Liza Birkenmeier             | [ 12 ]                  |
| 2025 | Saggistica              | Aisha Sabatini Sloan         | [ 12 ]                  |
| 2025 | Saggistica              | Sofi Thanhauser              | [ 12 ]                  |
| 2025 | Poesia                  | Karisma Price                | [ 12 ]                  |
| 2025 | Poesia                  | Annie Wenstrup               | [ 12 ]                  |
| 2025 | Narrativa grafica       | Emil Ferris                  | [ 12 ]                  |